# Habichtspilz
Der Habichtspilz, Habichts-Stacheling oder Rehpilz (Sarcodon imbricatus) ist eine Pilzart aus der Familie der Weißsporstachelingsverwandten (Bankeraceae). Er stammt aus der Gattung der Braunsporstachelinge, die in Mitteleuropa mit einem guten Dutzend Arten vertreten ist. Seinen deutschen Namen erhielt der Pilz aufgrund der schuppigen Hutoberseite, die an das Federkleid eines Habichts erinnert. Auch der wissenschaftliche Name orientiert sich am Aussehen der Fruchtkörper: Er bedeutet so viel wie „mit Ziegeln bedeckter“ (lat. imbricatus) „Fleischzahn“ (griech. Sarcodon).
Der Habichtspilz ist Pilz des Jahres 1996.

## Merkmale

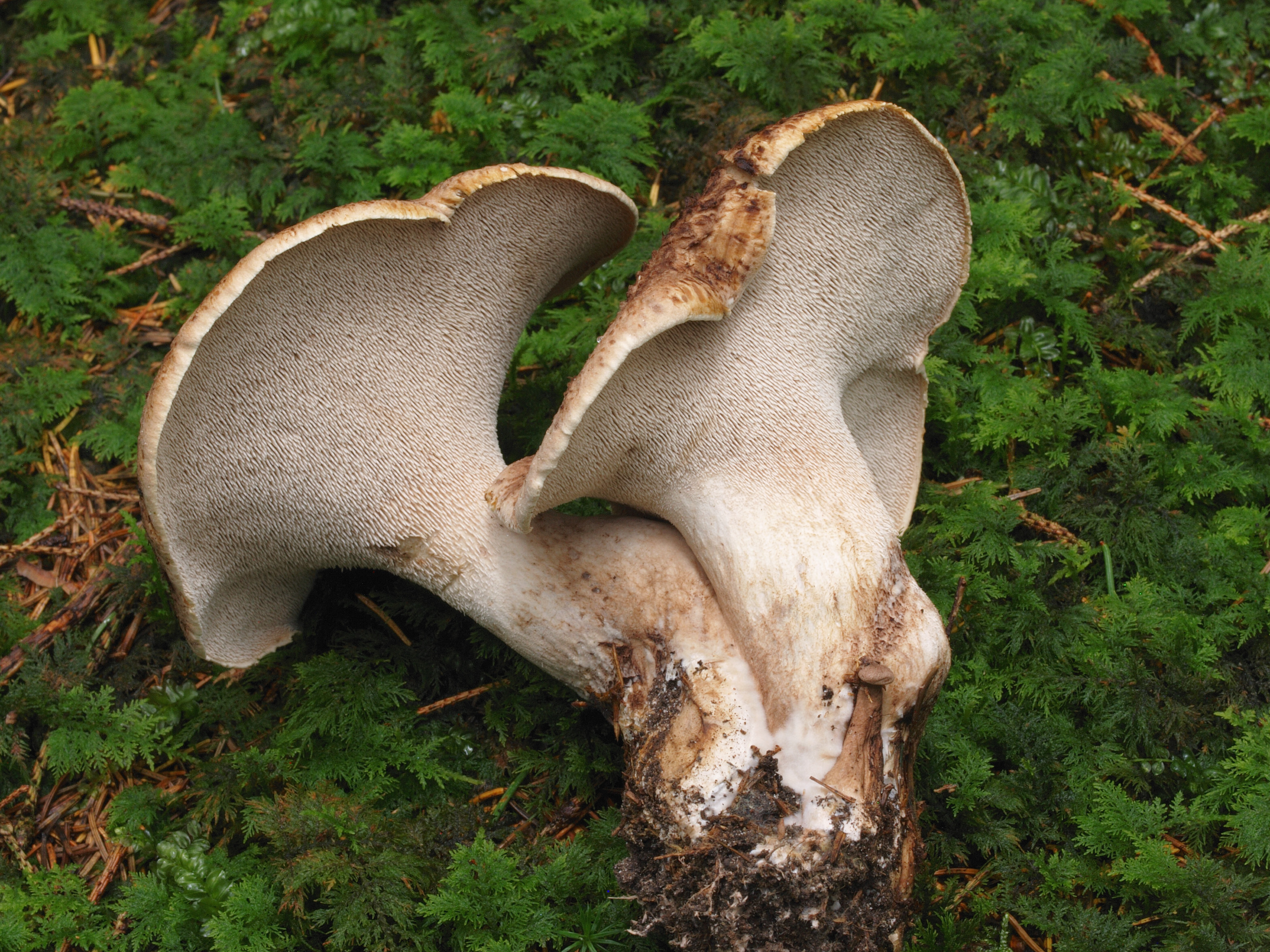
Die grauen Stacheln an der Hutunterseite des Habichtspilzes (Sarcodon imbricatus) laufen am Stiel leicht herab.

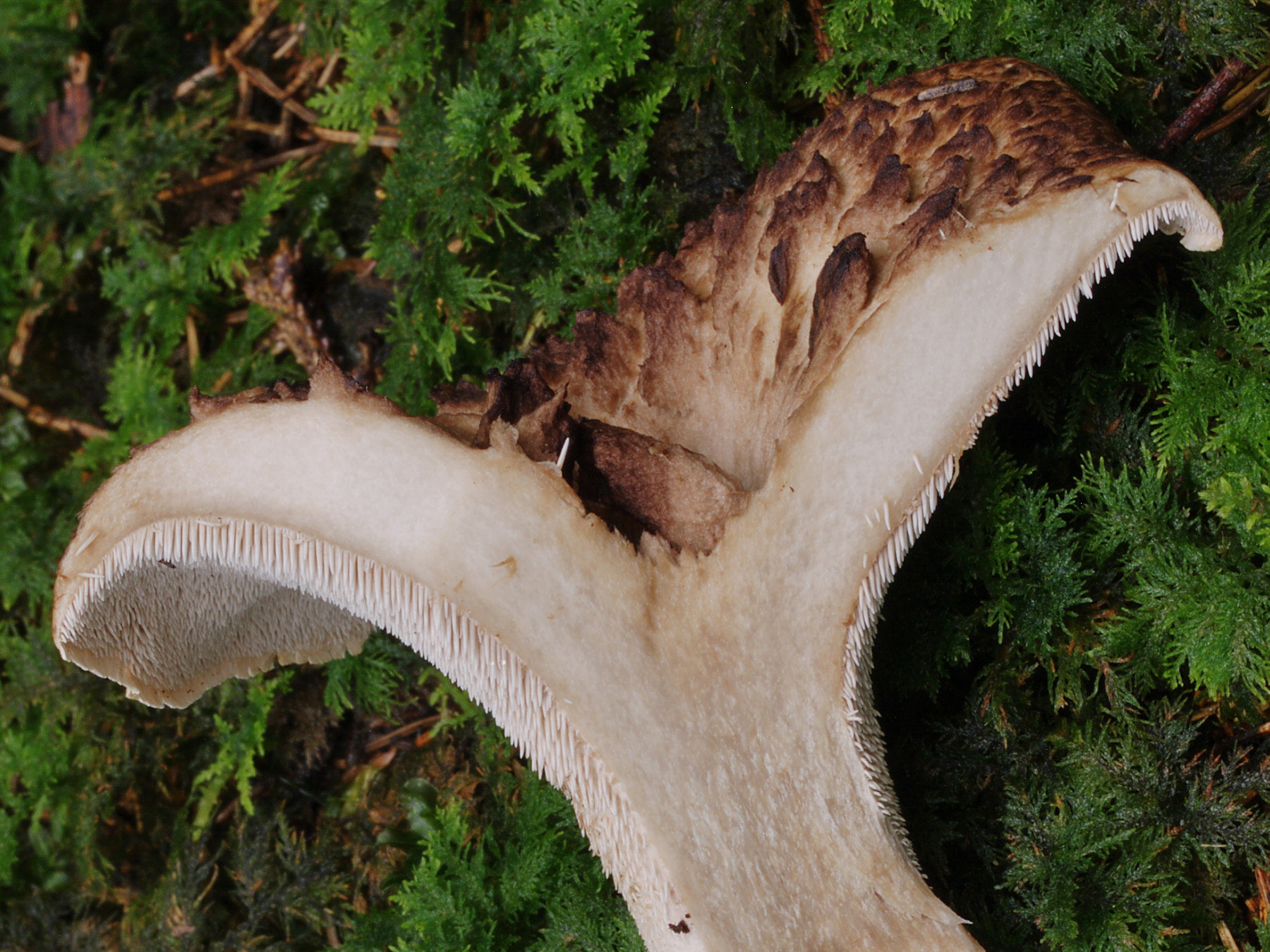
Graues Hutfleisch des Habichtspilzes mit dem stacheligen Hymenophor auf der Hutunterseite.

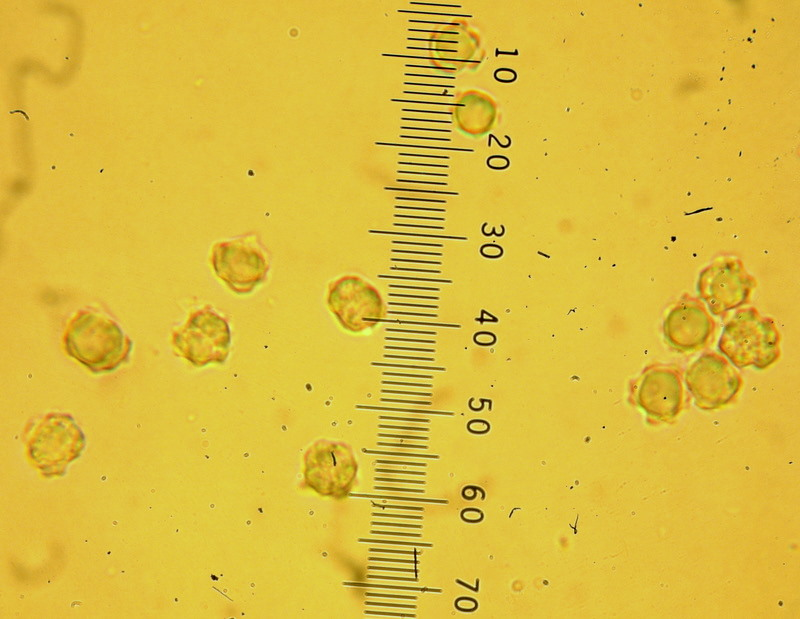
Sporen des Habichtspilzes im Lichtmikroskop

### Makroskopische Merkmale
Der 5–15(–30) cm breite Hut ist hell- bis schwarzbraun gefärbt, flach gewölbt oder in der Mitte trichterartig vertieft. Die dicht mit sparrig abstehenden, mehr oder weniger zugespitzten Schuppen besetzte Oberseite erinnert an ein Habichtsgefieder (Name!). Die hellgrauen bis grauen, streichelbar weichen Stacheln auf der Hutunterseite laufen am Stiel etwas herab, erreichen eine Länge von bis zu 1 cm und einen Durchmesser von bis zu 0,5 mm. Zuletzt sind die Stacheln durch das bräunliche Sporenpulver purpurbraun getönt. Der oft kurze und gedrungene Stiel wird 5–8 cm lang, 2–5 cm dick und kann an der Basis mit anderen Fruchtkörpern verwachsen sein. Zunächst weißlich gefärbt, bräunt der Stiel von der Basis aus nach. Das zunächst weißliche Fleisch hat mit zunehmendem Alter eine graue bis braune Farbe. Sowohl der Geschmack als auch der Geruch ist angenehm würzig. Ältere Exemplare schmecken jedoch etwas bitter. Ausgewachsene Riesen können bis zu 5 kg auf die Waage bringen.

### Mikroskopische Merkmale
Die im Umriss elliptischen bis rundlichen Sporen besitzen grob vorstehende, doppelte Höcker und sind 5–7,5 µm lang und 4,5–6 µm breit. Die Sporenlänge kann bis zu 8,2 µm betragen.

## Artabgrenzung
Ähnliche Stachelings-Arten wie der Gallen-Stacheling (Sarcodon scabrosus), der Finnische Stacheling (S. fennicus) und der Schuppige Stacheling oder Kiefern-Habichtspilz (S. squamosus) sind meist selten und erreichen nicht die Größe des Habichtspilzes. Sie unterscheiden sich durch einen stark bitteren Geschmack – lediglich der Schuppige Stacheling schmeckt kaum bitter – und eine schwärzliche bis grünlich-schwärzliche Stielbasis. Vermutlich gibt es keine giftigen Doppelgänger unter den Stachelingen. Darüber hinaus könnte der Habichtspilz mit Korkstachelingen (Hydnellum sp.) verwechselt werden, die jedoch im Fleisch eine Zonierung aufweisen.

## Ökologie
Der Habichtspilz wächst auf mäßig trockenen bis mäßig frischen, basenarmen bis gut mit Basen versorgten, aber streng nährstoffarmen Böden in diversen Buchen- und Fichten-Tannenwäldern (Hainsimsen-, Waldmeister-, Haargersten- und Tannenbuchenwald, Buchen-Tannen- und Fichten-Tannenwald). Ebenso ist er in Fichtenforsten über Silikat-, Mergel- und Kalkgestein anzutreffen. Als Mykorrhizapilze erscheinen die Fruchtkörper stets aus der Erde und nicht an Holz. Sie stehen oft in ganzen Hexenringen zusammen. Er bevorzugt höhere Lagen, kommt aber auch im Flachland vor. Die Art fruktifiziert von Juni bis November.

## Verbreitung
Der Habichtspilz ist in der westlichen Holarktis meridional bis boreal verbreitet. Er kommt in Asien (China, Japan, Westpakistan und Sibirien), Nordamerika (USA; in Mexiko boreosubtropisch bis montan) und in Europa in fast allen Ländern vor. In Deutschland hat die Art in den südlichen Bundesländern Bayern und Baden-Württemberg ihren Schwerpunkt, kommt aber auch in allen anderen Bundesländern wie Berlin und Niedersachsen vor. Allerdings geht der Bestand seit 1970 zurück: In weiten Teilen Sachsens, Sachsen-Anhalts und Schleswig-Holsteins ist die Art bereits verschollen. Für diese Entwicklung wird der Säure- und Gifteintrag sowie die Eutrophierung der Oberböden verantwortlich gemacht.

## Bedeutung
Der Habichtspilz ist essbar. Es eignen sich vor allem junge Fruchtkörper zum Verzehr, ältere Exemplare schmecken dagegen bitter. Wie viele Pilzarten ist der Habichtspilz im rohen oder ungenügend erhitzten Zustand unbekömmlich und sollte deshalb immer ausreichend gegart werden. Junge Fruchtkörper eignen sich gut zum Braten. Größeren Exemplaren können durch Überbrühen und Wegschütten des Kochwassers die Bitterstoffe entzogen werden. Getrocknet und gemahlen verleiht das Pilzpulver Soßen und Suppen ein würziges Aroma. Es passt besonders gut zu Wildgerichten. Die Dosierung bedarf jedoch einiger Erfahrung.